# 프로젝트 B
《프로젝트 B》(중국어: B計劃, 영어: Extreme Crisis)은 홍콩에서 제작된 1998년 액션 영화이다. 장지림과 서기가 주연으로 출연하였고 채란이 제작에 참여하였다.

## 출연
- 장지림 - 장건
- 서기 - 애니타
- 사와다 겐야 - 다카미
- 코예야마 아키라 - 다카자와
- 이기홍 - 정반장
- 육위량 - 황총경

## 한국판 성우진(MBC)
- 김용준 - 장건(장지림)
- 박지훈 - 다카미(사와다 겐야)
- 박선영 - 애니타(서기)
- 이종혁 - 다카자와(코예야마 아키라)
- 김태훈 - 황총경(육위량)
- 엄현정 - 정반장(이기홍)
- 김용식 - 일본 영사관(오리하라 구니히로)
- 이도련 - 과장(임상의)
- 김호성 - 모리모토(시로 미후네)
- 장성호 - 일본 부영사관(가즈유키 츠무라)
- 김민성 - 경찰 특공대 대장(나예현)
- 이철용 - 테러리스트(푸킨 젠-노수케)
- 이상훈 - 테러리스트(와다 료가쿠)
- 노계현 - 테러리스트(히디다카 마츠다)
- 최한 - 경찰(림국걸)
- 고성일 - 경찰(강부강)
- 정재헌 - 경찰(장병전)
- 이원찬 - 경비원(하자만)
- 방성준 - 경관(오정엽)
- 박신희 - 방송국 직원(황소벽)
- 문남숙 - 모리모토의 아들(미후네 리키야)
- 조현정 - 일본 영사관 직원(쿄코 마나베)